# Эмма Вудхаус
Э́мма Вудха́ус (англ. Emma Woodhouse) — вымышленный персонаж, заглавная героиня романа британской писательницы Джейн Остин «Эмма» (1815), фигурирующая во всех экранизациях этой книги.

## Характеристика
Эмма Вудхаус — молодая девушка, младшая из дочерей престарелого отца, состоятельного и довольно знатного помещика. Она полагает, что никогда не выйдет замуж, и, чтобы внести разнообразие в свою жизнь, пытается устраивать браки своих знакомых. Как правило, из этого не получается ничего хорошего. Думая, что священник мистер Элтон влюблён в бесприданницу Гарриет Смит, Эмма убеждает эту девушку отклонить предложение, сделанное фермером Робертом Мартином. Однако позже выясняется, что Элтон строит планы в отношении самой Эммы; получив отказ, он вскоре находит другую богатую невесту.
Эмма знакомится с Фрэнком Черчиллом, молодым сыном помещика-соседа. Она испытывает лёгкую влюблённость, и ей кажется, что её чувства взаимны, но позже выясняется, что Фрэнк втайне от своей семьи давно помолвлен с бесприданницей Джейн Фэрфакс, а флирт с Эммой он использовал как прикрытие. В конце концов Эмма обращает внимание на мистера Джорджа Найтли — деверя её сестры, владеющего соседним поместьем. Он единственный критиковал героиню из-за его неразумного поведения, но за его выпадами всегда чувствовались искренняя привязанность и уважение. Найтли делает ей предложение, и она соглашается. При этом после свадьбы супруги поселяются в имении Эммы, чтобы не оставлять в одиночестве её престарелого отца.

## В кино
Эмма Вудхаус появляется во всех многочисленных экранизациях романа.
- Фильм 1948 года — Эмму играет Джуди Кэмпбелл;
- телесериал 1960 года — Диана Фэйрфакс;
- телесериал 1972 года — Доран Годвин;
- фильм 1996 года — Гвинет Пэлтроу[5];
- телефильм 1996 года — Кейт Бекинсэйл[6];
- телесериал 2009 года — Ромола Гарай[7];
- фильм 2020 года — Аня Тейлор-Джой[8].